# Rahia
Rahia (em árabe: الراحية) é uma comuna localizada na província de Oum El Bouaghi, Argélia. De acordo com o censo de 2008, a população total da cidade era de 2 711 habitantes.